# Morti nel 996
| Questa pagina contiene informazioni ricavate automaticamente dalle voci biografiche con l'ausilio del template Bio e di un bot. L'aggiornamento è periodico e automatico e ricostruisce completamente la pagina. Se manca una persona in questa lista, sei pregato di non aggiungerla, ma accertati piuttosto che la sua voce biografica contenga il template Bio e che i dati anagrafici siano correttamente compilati. Se il template Bio manca, inseriscilo tu stesso o, in alternativa, metti l'avviso {{tmp\|Bio}} che ne segnala la mancanza. Se i dati riportati sono sbagliati, correggi direttamente la voce biografica; le modifiche saranno visibili in questa lista entro pochi giorni. Per chiarimenti vedi il progetto biografie. La lista contiene solo le 12 persone che sono citate nell'enciclopedia e per le quali è stato implementato correttamente il template Bio. Pagina aggiornata al 19 ott 2024. |

- 12 marzo - Oddone I di Blois, conte
- 1º aprile - Papa Giovanni XV, papa, vescovo e cardinale italiano
- 13 ottobre - Al-'Aziz bi-llah, imam arabo (n. 955)
- 24 ottobre - Ugo Capeto, re
- 20 novembre - Riccardo I di Normandia, nobile normanno (n. 933)
- 23 dicembre - Guglielmo I di Guascogna, duca
- Amico di Rambona, abate italiano
- Ermanno I di Lotaringia, conte
- Guglielmo IV di Aquitania, conte (n. 937)
- Wulfilda, badessa e santa anglosassone
- Ibn Abi Zayd, giurista berbero (n. 922)
- Takashina no Takako, poeta giapponese